# RideLondon-Classique
Cet article concerne la course féminine. Pour la course masculine, voir RideLondon-Surrey Classic.
RideLondon-Classique est une course cycliste féminine organisée à Londres, en Angleterre, jusqu'en 2024. 
Créée en 2013, elle se court tout d'abord pendant trois ans sous la forme d'un critérium non-inscrit au calendrier. En 2016, elle intègre l'UCI World Tour féminin sous la forme d'une course d'un jour, dans le cadre d'un événement conjoint avec la course masculine nommée Prudential RideLondon-Surrey Classic. Dotée d'une dotation de 100 000 euros, il s'agit alors de la course d'un jour la mieux dotée du cyclisme féminin.
Lors de l'édition 2019, une chute de masse impliquant sept coureuses se produit à  100 mètres de l'arrivée. Initialement vainqueur, la Néerlandaise Kirsten Wild est ensuite disqualifiée en raison de sa responsabilité dans cet accident. 
Au cours de la saison 2020, la course est rétrogradée en UCI ProSeries, mais, comme en 2021, elle est annulée en raison de la pandémie de covid-19. Elle fait ensuite son retour au calendrier de l'UCI World Tour féminin 2022 en tant que course par étapes de trois jours, les deux premières étapes se déroulant dans l'Essex. La course n'ayant pas été suffisamment retransmise en direct, contrairement aux exigences de l'UCI, cette dernière a menacé de déclasser la course en ProSeries. Toutefois, grâce à de nouvelles garanties de diffusion en direct à partir de 2023, le statut WorldTour a pu être maintenu. L'édition 2025 est annulée.

## Palmarès
| Année | Vainqueur         | Deuxième         | Troisième          |                  |
| ----- | ----------------- | ---------------- | ------------------ | ---------------- |
| 2013  | Laura Trott       | Hannah Barnes    | Loren Rowney       |                  |
| 2014  | Giorgia Bronzini  | Marianne Vos     | Lizzie Armitstead  |                  |
| 2015  | Barbara Guarischi | Shelley Olds     | Annalisa Cucinotta |                  |
| 2016  | Kirsten Wild      | Nina Kessler     | Leah Kirchmann     |                  |
| 2017  | Coryn Rivera      | Lotta Lepistö    | Lisa Brennauer     |                  |
| 2018  | Kirsten Wild      | Marianne Vos     | Elisa Balsamo      |                  |
| 2019  | Lorena Wiebes     | Elisa Balsamo    | Coryn Rivera       |                  |
| 2020  | annulé/abandonné  | annulé/abandonné | annulé/abandonné   | annulé/abandonné |
| 2021  | annulé/abandonné  | annulé/abandonné | annulé/abandonné   | annulé/abandonné |
| 2022  | Lorena Wiebes     | Elisa Balsamo    | Emma Norsgaard     |                  |
| 2023  | Charlotte Kool    | Chloé Dygert     | Lizzie Deignan     |                  |
| 2024  | Lorena Wiebes     | Charlotte Kool   | Lotte Kopecky      |                  |